# Nicky Maynard
Nicky Maynard (ur. 11 grudnia 1986 w Winsford) – angielski piłkarz występujący na pozycji napastnika. Zawodnik zespołu Wigan Athletic, do którego jest wypożyczony z Cardiff City.